# فيرا فارميغا
فيرا فارميغا (بالإنجليزية: Vera Farmiga) (/fɑːrˈmiːɡə/؛ مواليد 6 أغسطس 1973 –) هي ممثلة، ومخرجة، ومنتجة أمريكية من أصل أوكراني. ولدت في مدينة نيو جيرسي الأمريكية. أختها الممثلة تايسا فارميجا. بدأت مسيرتها الفنية على خشبة المسرح حيث ظهرت في الإنتاج الأصلي لبرودواي لمسرحية اتخاذ جانب عام 1996. بعد انتقالها إلى التلفزيون والسينما، حققت انطلاقتها الكبرى في عام 2004 بدور مدمن مخدرات في فيلم وصولا إلى العظام. نالت إشادة واسعة لدورها في الدراما الكوميدية فوق في الجو عام 2009 والذي حصلت بفضله على ترشيح لجائزة الأوسكار كأفضل ممثلة مساعدة.

## حياتها
ولدت فيرا فارميغا في 6 أغسطس 1973 في كليفتون، نيو جيرسي. والداها أوكرانيان، ميخايلو فارميغا الذي كان محلل أنظمة قبل أن يتحول إلى مصمم حدائق وزوجته لوبوميرا "لوبا" (سباس) معلمة مدرسة. لدى فيرا شقيق أكبر يدعى فيكتور وخمسة أشقاء أصغر: ستيفان، ناديا، ألكسندر، لاريسا (التي وُلدت مصابة بانشقاق العمود الفقري) وتايسا التي أصبحت أيضًا ممثلة. أجدادها من جهة الأم ناديا وثيودور سباس، التقيا في مخيم للنازحين خلال الحرب العالمية الثانية. في طفولتها انتقلت فيرا مع عائلتها من الكنيسة الكاثوليكية اليونانية الأوكرانية إلى الديانة الخمسينية.
تعتبر فيرا نفسها "أمريكية أوكرانية بنسبة 100%". نشأت في مجتمع أوكراني منعزل في إيرفينغتون، نيو جيرسي وكانت الأوكرانية لغتها الأولى ولم تتعلم الإنجليزية حتى بدأت روضة الأطفال في سن السادسة. عندما كانت في الثانية عشرة انتقلت عائلتها إلى وايت هاوس ستيشن، نيو جيرسي. التحقت بمدرسة القديس يوحنا المعمدان الأوكرانية الكاثوليكية في نيوارك، وقامت بجولة مع فرقة الرقص الشعبي الأوكراني "سيزوكريلي" خلال سنوات مراهقتها. إلى جانب كونها راقصة شعبية شبه محترفة فهي عازفة بيانو مدربة بشكل كلاسيكي وعضو في منظمة الشباب الأوكرانية "بلاست".
في عام 1991، تخرجت فيرا فارميجا من مدرسة "هانترون سنترال" الإقليمية الثانوية. خلال سنتها الجامعية وجدت شغفها بالتمثيل بعد أن تعرضت للإبعاد من مباراة كرة قدم جامعية، حين أقنعتها صديقتها بالمشاركة في اختبار لإنتاج المدرسة لمسرحية عن مصاصي الدماء. فازت بالدور الرئيسي للسيدة مارجريت. تابعت دراسة المسرح في جامعة سيراكيوز وتخرجت بدرجة البكالوريوس في الفنون الجميلة عام 1995. في سنتها الأخيرة أدت دور نينا زاريتشنايا في مسرحية "النورس" ضمن مهرجان كينيدي سنتر للمسرح الجامعي الأمريكي حيث فاز الإنتاج بالجائزة الكبرى مع إشادة أستاذتها جيراردين كلارك بأدائها في الفصل الرابع.

## الحياة الشخصية
التقت فيرا  بالممثل سباستيان روش أثناء تصويرهما لمسلسل المغامرات هدير وهربا معًا إلى جزر الباهاما بعد انتهاء المسلسل في عام 1997 لكنهما انفصلا في عام 2004. ثم بدأت فارميجا في مواعدة الموسيقي رين هوكي من فرقة ديدسي بعد أن تعرف عليها صديقهما المشترك ألين هيوز في موقع تصوير مسلسل لمس الشر. تزوجا في 13 سبتمبر 2008 وكانت فارميجا حينها حاملًا في شهرها الخامس بطفلهما الأول. في يناير 2009، أنجبت ابنهما فين في راينبيك، نيويورك، وفي نوفمبر 2010، رزقا بابنتهما جيتا. تمتلك العائلة منازل في وادي هدسون بنيويورك وفي فانكوفر، كولومبيا البريطانية.
شقيقة زوج فيرا هي الممثلة والمصورة مولي هوكي. كما تربطها علاقة صداقة قوية مع زميلها في مسلسل موتيل بايتس، فريدي هايمور الذي أصبح الأب الروحي لابنها فين. بالإضافة إلى ذلك تربطها صداقة مقربة بزميلها في سلسلة أفلام الشعوذة، باتريك ويلسون.
تحدثت فيرا في عدة مقابلات عن إيمانها المسيحي غير الطائفي. في مقابلة لها مع كريستيانتي تودي عام 2011 قالت «لقد نشأت في أسرة أوكرانية كاثوليكية، وتحولت عائلتها إلى المسيحية. تعلمت من والدها أهمية معرفة الله والتواصل الروحي بشكل مباشر، بدون الاعتماد على أي مؤسسة دينية محددة. على الرغم من أنها لا تنتمي إلى طائفة معينة أو كنيسة بعينها، إلا أنها تشعر بالقدرة على التواصل مع الله في أي مكان للعبادة. يعكس هذا الإيمان الخاص بفارميجا مفهومًا غير تقليدي للإيمان، حيث تركز على العلاقة الشخصية مع الله بعيدًا عن القيود المؤسساتية. هذا يعكس موقفًا شخصيًا من الدين، يجمع بين تقدير التراث العائلي والانفتاح على طرق متعددة للتواصل الروحي»

## أعمالها
| السنة | العنوان                   | الدور                     | ملاحظات |
| ----- | ------------------------- | ------------------------- | --- |
| 1998  | العودة إلى الجنة          | كيري                      | |
| 2000  | الخريف في نيويورك         | ليزا تايلر                | |
| 2001  | 15 دقيقة                  | دافني هاندلوفا            | |
| 2001  | غبار                      | إيمي                      | |
| 2001  | بياض الثلج: أعدلهم جميعًا  | الملكة جوزفين             | فيلم تلفزيوني |
| 2002  | الحب في زمن المال         | غريتا                     | |
| 2003  | الدمية                    | لورينا فانشيتي            | |
| 2004  | وصولا إلى العظام          | إيرين موريسون             | ترشحت - لجائزة الروح المستلقة لأفضل ممثلة |
| 2004  | ملائكة الفك الحديدي       | روزا وينكلاوسكا           | فيلم تلفزيوني |
| 2004  | لمس الشر                  | المحققة سوزان برانكا      | فيلم تلفزيوني |
| 2004  | احذر الحفرة               | أليسون لي                 | |
| 2004  | المرشح المنشوري           | جوسلين جوردان             | |
| 2005  | الصعب سهل                 | دكتور تشارلي بروكس        | |
| 2005  | نيفرواس                   | إليانا                    | |
| 2006  | يركض مفزوعًا               | تيريزا غزال               | |
| 2006  | اقتحام وسرقة              | أوانا                     | |
| 2006  | المغادرون                 | دكتور مادولين مادن        | جائزة ساتالايت لأفضل طاقم تمثيل في فيلم سينمائي ترشحت - جائزة نقابة ممثلي الشاشة عن الأداء المتميز من قبل طاقم تمثيل في فيلم سينمائي                                                                                         |
| 2007  | جوشوا                     | آبي كيرن                  | |
| 2007  | نهائيا للأبد              | صوفي لي                   | |
| 2007  | في مرحلة انتقالية         | دكتور ناتاليا             | |
| 2008  | كويد برو كو               | فيونا عنكناني             | |
| 2008  | الصبي في البيجامة المخططة | إلسا هويس                 | جائزة الفيلم البريطاني المستقل لأفضل ممثلة |
| 2008  | لا شيء سوى الحقيقة        | إيريكا فان دورين          | |
| 2009  | عتيق السماوي              | البارونة أورورا دي فالداي | |
| 2009  | اليتيمة                   | كيت كولمان                | |
| 2009  | فوق في الجو               | أليكس غوران               | ترشحت - جائزة الأوسكار لأفضل ممثلة مساعدة ترشحت - جائزة غولدن غلوب لأفضل ممثلة مساعدة في فيلم ترشحت - جائزة بافتا لأفضل ممثلة في دور مساعد ترشحت - جائزة نقابة ممثلي الشاشة عن الأداء المتميز من قبل ممثلة أنثى في دور مساعد |
| 2010  | جريمة هنري                | جولي إيفانوفا             | |
| 2011  | شيفرة مصدرية              | الكابتن كولين جودوين      | |
| 2011  | منطقة مرتفعة              | كورين ووكر                | ممثلة ومخرجة ترشحت - جائزة ساتالايت لأفضل ممثلة في فيلم |
| 2012  | مخبأ                      | كاثرين لينكلاتر           | |
| 2012  | الماعز                    | ويندي                     | |
| 2013  | الشعوذة                   | لورين وارن                | |
| 2014  | القاضي                    | سامانثا باول              | |
| 2016  | الشعوذة 2                 | لورين وارن                | |
| 2019  | أنابيل 3                  | لورين وارن                | |

## وصلات خارجية
- فيرا فارميغا على موقع IMDb (الإنجليزية)
- فيرا فارميغا على موقع ميتاكريتيك (الإنجليزية)
- فيرا فارميغا على موقع روتن توميتوز (الإنجليزية)
- فيرا فارميغا على موقع ألو سيني (الفرنسية)
- فيرا فارميغا على موقع ميوزك برينز (الإنجليزية)
- فيرا فارميغا على موقع تيرنر كلاسيك موفيز (الإنجليزية)
- فيرا فارميغا على موقع أول موفي (الإنجليزية)
- فيرا فارميغا على موقع بوكس أوفيس موجو (الإنجليزية)
- فيرا فارميغا على موقع قاعدة بيانات برودواي على الإنترنت (الإنجليزية)
- فيرا فارميغا على موقع قاعدة بيانات الأفلام السويدية (السويدية)